# Baron Panmure
Baronowie Panmure 1. kreacji (parostwo Zjednoczonego Królestwa)
- 1831–1852: William Maule, 1. baron Panmure
- 1852–1874: Fox Maule-Ramsay, 2. baron Panmure i 11. hrabia Dalhousie